# Coupe de France de cyclisme sur route 2002
La Coupe de France de cyclisme sur route 2002 est la 11e édition de la Coupe de France de cyclisme sur route.
La victoire finale revient au Français Franck Bouyer de l'équipe française Bonjour.
Les 15 courses de l'édition précédente sont reconduites. Le Circuit de l'Aulne change d'appellation et s'appelle désormais les Boucles de l'Aulne.

## Résultats
La liste des courses composant la compétition et le podium de chacune d'entre elles sont les suivants :
| 23 fév.  | Tour du Haut-Var                 | Laurent Jalabert   | Alexandre Vinokourov | Robbie McEwen      |
| 24 fév.  | Classic Haribo                   | Jaan Kirsipuu      | George Hincapie      | Enrico Cassani     |
| 24 mars  | Cholet-Pays de la Loire          | Jimmy Casper       | Franck Bouyer        | Wim Vansevenant    |
| 2 avr.   | Paris-Camembert                  | Marcus Ljungqvist  | Ludovic Turpin       | Sandy Casar        |
| 5 avr.   | Route Adélie de Vitré            | Marcus Ljungqvist  | Stéphane Heulot      | Laurent Brochard   |
| 7 avr.   | Grand Prix de la ville de Rennes | Kirk O'Bee         | Vassili Davidenko    | Alberto Ongarato   |
| 25 avr.  | Grand Prix de Denain             | Alberto Vinale     | Frédéric Finot       | Damien Nazon       |
| 28 avr.  | Tour de Vendée                   | Franck Bouyer      | Walter Bénéteau      | Geert Omloop       |
| 1 mai    | Trophée des grimpeurs            | Sylvain Chavanel   | Laurent Paumier      | Franck Bouyer      |
| 20 mai   | Grand Prix de Villers-Cotterêts  | Laurent Lefèvre    | Nicolas Vogondy      | Kurt Asle Arvesen  |
| 1 juin   | À travers le Morbihan            | Laurent Lefèvre    | Nicolas Vogondy      | Stéphane Heulot    |
| 8 juin   | Classique des Alpes              | Santiago Botero    | Óscar Sevilla        | Jørgen Bo Petersen |
| 1 sept.  | Boucles de l'Aulne               | Christopher Jenner | Olivier Asmaker      | Christophe Rinero  |
| 22 sept. | Grand Prix d'Isbergues           | Cédric Vasseur     | Ludovic Capelle      | Mark Scanlon       |
| 3 oct.   | Paris–Bourges                    | Allan Johansen     | Geert Van Bondt      | Charles Guilbert   |

## Classements

### Individuel
Le classement général final est le suivant :
| Classement par points | Classement par points | Classement par points | Classement par points           | Classement par points |
| Coureur               | Coureur               | Pays                  | Équipe                          | Points                |
| --------------------- | --------------------- | --------------------- | ------------------------------- | --------------------- |
| 1er                   | Franck Bouyer         | France                | Bonjour                         | 136 pts               |
| 2e                    | Laurent Lefèvre       | France                | Jean Delatour                   | 100 pts               |
| 3e                    | Cédric Vasseur        | France                | Cofidis-Le Crédit par Téléphone | 85 pts                |
| 4e                    | Nicolas Vogondy       | France                | La Française des jeux           | 82 pts                |
| 5e                    | Ludovic Capelle       | Belgique              | AG2R Prévoyance                 | 73 pts                |

### Par équipe
Le classement général final de la meilleure équipe est le suivant.
| Classement par équipes aux points | Classement par équipes aux points | Classement par équipes aux points | Classement par équipes aux points |
| Équipe                            | Équipe                            | Pays                              | Points                            |
| --------------------------------- | --------------------------------- | --------------------------------- | --------------------------------- |
| 1re                               | Bonjour                           | France                            |                                   |
| 2e                                | AG2R Prévoyance                   | France                            |                                   |
| 3e                                | Fdjeux.com                        | France                            |                                   |

### Jeunes
| Classement du meilleur jeune | Classement du meilleur jeune | Classement du meilleur jeune | Classement du meilleur jeune | Classement du meilleur jeune |
| Coureur                      | Coureur                      | Pays                         | Équipe                       | Points                       |
| ---------------------------- | ---------------------------- | ---------------------------- | ---------------------------- | ---------------------------- |
| 1er                          | Sandy Casar                  | France                       | La Française des jeux        |                              |